# Feröeri nyelv
A feröeri nyelv, más néven färöi nyelv (feröeriül: føroyskt mál) az indoeurópai nyelvcsaládon belül a germán nyelvek közé tartozó nyelv. Közelebbről az északi germán nyelvek inzuláris nyelvei közé tartozik. Feröer hivatalos nyelve; itt Shetlanddal ellentétben megőrizték ősi nyelvüket, és ma is gondoskodnak az új igényeknek megfelelő fejlődéséről.
Mivel a szigetek kevéssé ismertek ma is az emberek előtt, így például Magyarországon is azok számára, akik hallottak a szigetekről nem túlzottan köztudomású a feröeri nyelv léte. Legtöbbjük úgy véli a Dániához való tartozás miatt, hogy csak afféle feröeri dán nyelvjárás létezik.
A feröeri közeli rokona az izlandi nyelvnek és a nyugat-norvégiai nyelvjárásoknak, de az elszigetelődés miatt saját, egyedi karaktere van. A feröeri nyelv és a Bergen-környéki falvak helyi nyelvjárása ma is megőrizte kölcsönös érthetőségét. Ugyancsak rokona volt a régi grönlandi norvég nyelv, amely Grönland elnéptelenedésével párhuzamosan halt ki.

## Földrajzi elterjedtség

### Beszélők száma és nyelvi státusz
A feröerit Feröeren mintegy 48 000-en beszélik. A Dániában és más országokban élő 17 000-25 000 emberrel együtt a beszélők száma mintegy 70 000-re tehető.
A jelentős dániai csoportokon kívül szétszórtan sokan beszélik más skandináv országokban és az Egyesült Királyságban is.

### Nyelvjárások
- Észak-feröeri:
  - északnyugati feröeri (Nordstreymoy, Eysturoy)
  - északkeleti feröeri (Norðoyar szigetcsoport)
- Közép-feröeri:
  - nyugati közép-feröeri (Vágar, Mykines)
  - keleti közép-feröeri (Nólsoy)
- Déli feröeri (Sandoy, Skúvoy)

A nyelvjárások közül a főváros (Tórshavn) nyelvhasználata vált a sziget köznyelvévé.

## Történelem
Feröert a 9. században népesítették be Norvégiából és a Brit-szigetekről érkező vikingek. A telepesek nyelve az óészaki (vagy dansk tunga) volt. 800 és 1050 között kezdett el szétválni az óészaki keleti ága (a dán és a svéd őse) a nyugatitól, amelyből később a norvég, az izlandi és a feröeri alakult ki.
Az 1298-ból származó Juhlevél a legrégebbi ismert dokumentum, amely Feröeren született. Nyelvészek szerint ez már tartalmaz sajátosan feröeri elemeket az óészaki nyelven belül. Önálló nyelvről biztosan az 1600 körüli évektől beszélhetünk, de egészen a 19. század közepéig gyakorlatilag csak beszélt formában létezett. A dán uralom alatt a nyelvet a szájhagyomány őrizte meg, többek között a feröeri balladák révén.

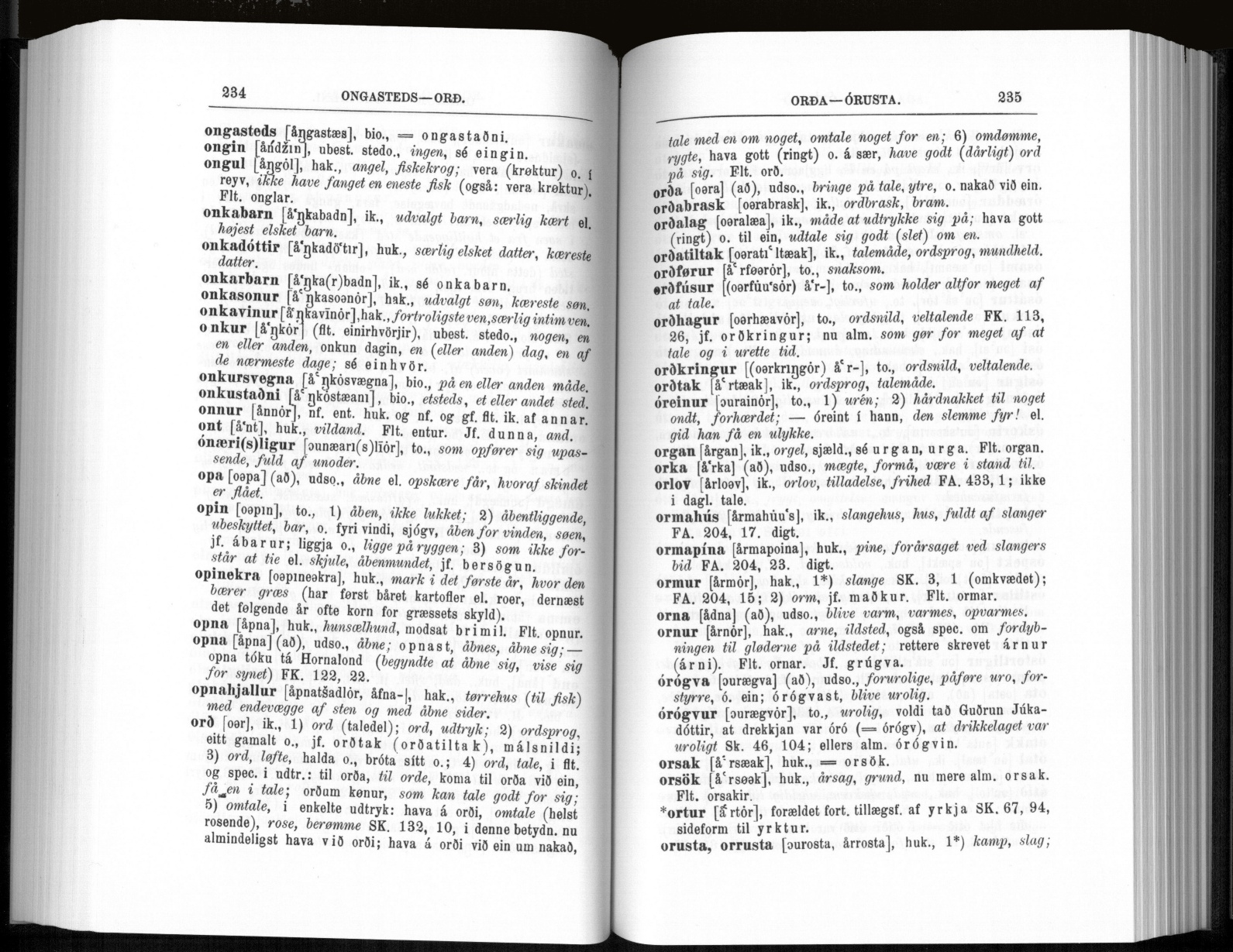
Venceslaus Ulricus Hammershaimb és Jakob Jakobsen: Færøsk Anthologi, Koppenhága, 1891. A második kötet az első feröeri-dán szótár, mintegy 10 000 szóval

A nyelv standard írott formáját Venceslaus Ulricus Hammershaimb (1819-1909) hozta létre 1846-ban, az izlandi nyelv alapján. A 19. század végén alakult ki a modern feröeri irodalom, és 1890-ben jelent meg az első feröeri nyelvű újság, a Føringatíðindi.
Ám mind Hammershaimb, mind Jakobsen helyesírását és irodalmi nyelvét nehezen fogadták el a feröeriek. Bár ekkoriban a sziget lakossága még nem volt túl iskolázott, ami miatt érthető, hogy a feröeri sztenderdizáció nem volt egyszerű.[forrás?] 1908 és 1938 között zajlott az ún. feröeri nyelvviszály, amelynek során viták folytak a szigeten használandó nyelvről. A 19. század végén az irodalom kialakulása elindította a nemzeti ébredést is a feröeriekben, ám ekkor minden hivatalos területen a dán nyelv uralkodott, a feröeri csak népnyelv volt. A kérdésben dán szószólók nem nagyon szerepeltek, sokkal inkább dán nyelvhez ragaszkodó feröeriek és a feröeri nyelv pártolói közt zajlott a vita. A dán nyelv használatának pártolói rendszerint a dán uralom hívei is voltak, míg a feröeri nyelv hívei a sziget függetlenségére törekedtek Dániától. A dán-párti Sambandsflokkurin ugyan nem volt ellene a feröeri irodalomnak, de ezt korlátok között akarta tartani, hogy a hivatali életben ne kapjon szerepet. Véleményük szerint a dán nyelv nélkül a feröeri fiatalság nem lesz képes érvényesülni, mert hazája nem tudná őket úgy ellátni mint Dánia. A szeparatista Sjálvstýrisflokkurin az általános európai tendenciákra, a más nemzeteknél is tapasztalható nacionalizmusra hivatkozott, illetve a nemzetekkel történő egyenlő bánásmódra. A dán korona területei közül egyedül Feröeren nem volt még ekkor a helyiek nyelvén zajló oktatás, míg Grönlandon és Izlandon már engedélyezték az eszkimó és izlandi nyelv oktatását.
1908-ban Tórshavnban a tanárok petíciót terjesztettek be a feröeri nyelv engedélyezésére, amit a dán hatóságok elutasítottak. Ennek ellenére Jákup Dahl későbbi prépost nem volt hajlandó alávetni magát a dán rendelkezéseknek és igyekezett feröeriül tanítani. 1910-ben a Sambandslokkurin jelentős többséggel nyert javaslatával a Løgtingben és a dán nyelvet használták, mert a feröeri fiatalok csak így tudtak tanulni a dániai felsőfokú intézményekben. A Sjálvstýrisflokkurin kompromisszumra törekedett, s olyan javaslattal állt elő, hogy az iskolákra kellene bízni melyik nyelvet tanítják, vagy csak a felsőbb osztályokban kezdik el a dánt oktatni. 1912-ben a dán oktatásügy részleges engedményt tett, ekkor egy Louis Zachariasen nevű tanító jelentette ki, hogy ő az iskolájában tovább dánul nem tanít. A feröeri oktatás az első években komoly nehézségekkel nézett szembe, mert a tanárok a maguk módján, általános elfogadott helyesírás nélkül oktatták a feröerit, ezért a dán oktatásügyi minisztérium beleegyezésével külön be kellett cikkelyezni a helyesírás oktatását, mint tantárgyat. 1925-ben további tantárgyakra, mint a földrajzra és a történelemre próbálták kiterjeszteni a feröeri nyelvet, ekkor azonban a Sambandsflokkurin heves nemtetszésének adott hangot, hogy túl engedékenyek a dán hatóságok, és sikerült rávenniük Løgtinget saját javaslatuk elfogadására. 1936-ban a Sambandsflokkurin többségét megtörték a szociáldemokraták a Løgtingben. A szociáldemokraták a nyelvi kérdésben Sjálvstýrisflokkurinnal értettek egyet, így a feröeri 1938-ban a közoktatás nyelve lett Feröeren.
Egyházi nyelvként elfogadtatni hasonló nehézségekkel járt: a dán a reformáció kora óta a liturgiát is uralta és csak 1903-ban engedélyezték bizonyos feltételekkel a templomokban feröeri imákat és énekeket mondani. 1912-ben nyílt lehetőség a feröeri nyelvű prédikációra. A konzervatív hívők itt is erősebben ragaszkodtak a dánhoz, sőt manapság is bizonyos régi énekeket és imákat még dánul mondanak el. Egy közvélemény-kutatás kimutatta, hogy Tórshavnban a hívők szívesen vennék a feröeri liturgiát a templomban. A Sambandsflokkurin ezen a téren is hallatta a hangját. A helyzetet nehezítette, hogy Feröer lelkészei ebben az időben többnyire dánok voltak (ez volt a Sambandsflokkurin legfőbb érve egyúttal), akik nem is beszéltek feröeriül. Az első Biblia-fordítást, Máté evangéliumát is nagy bizonytalansággal fogadták a hívek. Jákup Dahl prépost sokat tett az ügy érdekében és halála előtt nem sokkal lefordította a feröeri Újszövetséget, jelentős lökést adva az irodalmi nyelv kialakulásának. 1939 óta a Feröeri Népegyház is ezt használja liturgikus nyelvként a dán helyett. 1961-ben fejezte be Dahl munkája alapján Kristian Osvald Viderø a feröeri Ószövetséget.
A dán azonban egészen 1948-ig a közigazgatás hivatalos nyelve maradt.

## Hangtan
- g kiejtése: dzs vagy g
- æ kiejtése: e
- s kiejtése: s vagy sz
- a kiejtése: rövid á
- ei kiejtése: oj (pl. a "nem" szóban nei = noj)

## Helyesírás

### Ábécé
A feröeri ábécé 29 betűből áll:
Megjegyzések:
- Ð, ð sohasem állhat szó elején
- Ø, ø helyett időnként (például költői nyelvben) ö vagy akár ő is állhat
- Nevekben megjelenhetnek más betűk is, például Lützen, Müller, Winther családnevek vagy Zacharias keresztnév.

## Nyelvtan
A nyelvtani szerkezet szinte teljesen megegyezik az izlandival. A névszóragozásból viszont angolos módon többnyire körülírják a genitivust az av (angol of) vagy a hjá (-nál,-nél) elöljáró szóval, bár a szintetikus alakok is ismertek, és bizonyos állandósult szókapcsolatban ma is használatosak. Pl.: ein koppur av te 'egy csésze tea', hesturin hjá  Jógvani  ' János lova'
| "hestur" ló | Egyes szám   | Egyes szám | Többes szám  | Többes szám |
| "hestur" ló | Határozatlan | Határozott | Határozatlan | Határozott  |
| ----------- | ------------ | ---------- | ------------ | ----------- |
| Nom.        | Hestur       | Hestin     | Hestar       | Hestarnir   |
| Acc.        | Hest         | Hestin     | Hestar       | Hestarnar   |
| Dat.        | Hesti        | Hestinum   | Hestum       | Hestunum    |
| Gen.        | Hests        | Hestsins   | Hesta        | Hestanna    |

A hátravetett névelő mellett itt is ragozódik (mint az izlandiban) a névelő és az általa jelzett szó is: báturin 'a csónak', bátsins genitivus, bátinum dativus. Viszont az izlanditól eltérően az ein/eitt '1' számnév már határozatlan névelőként is általános. Az 1500 feletti számnevek százasokkal történő kifejezése is lehetséges.

## Szókincs
Szókincsében erős a dán hatás.

### Számok
| Szám | Feröeri nyelven   |
| ---- | ----------------- |
| 0    | null              |
| 1    | eitt              |
| 2    | tvey              |
| 3    | trý               |
| 4    | fýra              |
| 5    | fimm              |
| 6    | seks              |
| 7    | sjey              |
| 8    | átta              |
| 9    | níggju            |
| 10   | tíggju            |
| 11   | ellivu            |
| 12   | tólv              |
| 13   | trettan           |
| 14   | fjúrtan           |
| 15   | fimtan            |
| 16   | sekstan           |
| 17   | seytjan           |
| 18   | átjan             |
| 19   | nítjan            |
| 20   | tjúgu             |
| 21   | einogtjúgu        |
| 22   | tveyogtjúgu       |
| 30   | tredivu, tríati   |
| 40   | fjøruti, fýrati   |
| 50   | hálvtrýss, fimmti |
| 60   | trýss, seksti     |
| 70   | hálvfjers, sjeyti |
| 80   | fýrs, áttati      |
| 90   | hálvfems, níti    |
| 100  | hundrað           |
| 1000 | (eitt) túsund     |